# Maevatanana
Maevatanana – miasto w północno-zachodnim Madagaskarze, stolica regionu Betsiboka. Według spisu z 2018 roku liczy 25,9 tys. mieszkańców.